# クラレンス・チェンバレン

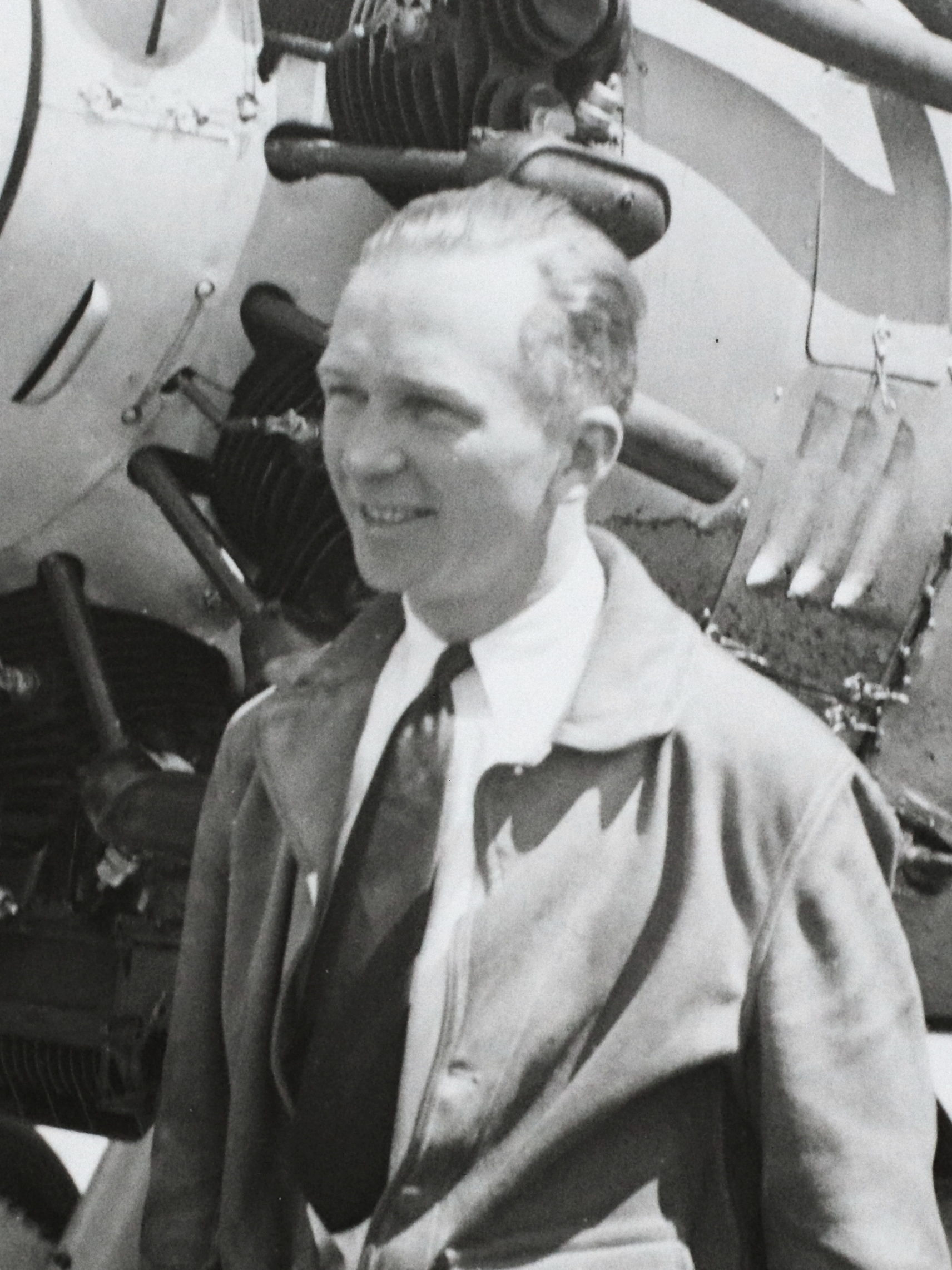
1928年

クラレンス・ダンカン・チェンバレン（Clarence Duncan Chamberlin、1893年11月11日 – 1976年10月30日）はアメリカ合衆国のパイロットである。チャールズ・リンドバーグが成功したニューヨーク、パリ間の大西洋無着陸飛行にかけられたオルティーグ賞にエントリーしたパイロットの一人である。リンドバーグの飛行が成功した後の1927年6月初め、ニューヨーク、とドイツ間の無着陸飛行を行った。

## 経歴
アイオワ州、デニソンに宝石店の息子に生まれた。アイオワ州立大学などで学んだ。第一次世界大戦中は陸軍航空隊で働き、終戦後はデニソンに戻り、自動車修理店を経営したのち、ニューヨークに移った。1927年4月バート・アコスタと共にニューヨーク上空で51時間11分の長距離飛行の記録を作った。さらにニューヨークから200kmほど離れた海上の船舶から郵便機で飛び立ち、陸上に着陸する飛行に成功した。
第一次世界大戦で財をなした、チャールズ・レヴァインの所有するコロンビア号でニューヨーク、パリ間の大西洋無着陸飛行にかけられた、賞金 $25,000のオルティーグ賞にエントリーした。エントリーしたのは最初の北極飛行に成功したリチャード・バード海軍中佐、白鳥号で挑戦するフランスのパイロットシャルル・ナンジェッセとフランソワ・コリの組、リンドバーグがいた。バードは離陸に失敗し機体を破損し、ナンジェッセらはパリを離陸後、行方不明になった。チェンバレンに大きいチャンスがあったが、コロンビア号の元の航空士とレヴァインとの間の契約をめぐるごたごたで、出発が遅れ、オルティーグ賞は1927年5月20日、リンドバーグが獲得することになった。チェンバレンはベルリンまでの飛行と長距離記録への挑戦を行う事を決め、航法士として経験のないチャールズ・レヴァインを載せて1927年6月4日にルーズベルト空港を離陸し、42時間31分をかけて3,911マイルを飛び､ベルリンの43マイル手前のドイツのアイスレーベンまで飛行した。使用した航空機はベランカ単葉機である。チャールズ・レヴァインは最初に大西洋を横断した旅客となった。